# Малашевцы (Хмельницкий район)
Малашевцы (укр. Малашівці) — село в Хмельницком районе Хмельницкой области Украины.
Население по переписи 2001 года составляло 582 человека. Почтовый индекс — 31335. Телефонный код — 382. Занимает площадь 11,23 км². Код КОАТУУ — 6825083901.

## Местный совет
31335, Хмельницкая обл., Хмельницкий р-н, с. Малашевцы, ул. Котовского, 29